# Daniele Ficagna
Daniele Ficagna (Piombino, 23 febbraio 1981) è un allenatore di calcio ed ex calciatore italiano, di ruolo difensore.

## Caratteristiche tecniche
È un difensore centrale che all'occorrenza può giocare anche da terzino destro.

## Carriera

### Giocatore

#### Club
Debutta nella stagione 1999-2000 con la maglia dello Spezia in Serie C2, alternando le stagioni successive fra la compagine ligure e la Fiorentina.
Nel 2004-2005 viene acquistato dal Cesena, in Serie B, nel quale gioca per tre stagioni come titolare.
Nel 2007 è stato acquistato dal Siena che lo fa debuttare in Serie A e di cui poi diventa titolare. Il 21 settembre 2008 segna il suo primo gol in massima serie, in Lecce-Siena (1-1). Il 30 giugno 2011, alla scadenza del suo contratto, lascia il Siena e si ritrova svincolato.
Il 15 settembre 2011 firma un contratto annuale con l'Empoli. Rimasto svincolato, nell'estate 2012 si aggrega al ritiro della Carrarese, club della città dove è cresciuto. Il 17 febbraio 2013 viene ingaggiato dal Frosinone. Il 19 marzo 2014 firma un contratto per la durata di tre mesi con la Virtus Lanciano, dopo essersi svincolato dalla squadra laziale, trovando anche per colpa degli infortuni pochissimo spazio nello scacchiere degli abruzzesi terminando la stagione con una sola presenza giunta in occasione della sfida pareggiata 1-1 contro il Palermo il 10 maggio.
Rimasto nuovamente svincolato il 3 gennaio 2015 viene ingaggiato dal Savona.
Chiusa l'esperienza al Savona con 6 presenze, nell'agosto 2015 trova l'accordo con la Robur Siena, tornando a vestire i colori bianco-neri dopo 4 anni. Debutta il 31 ottobre contro il Pontedera. Torna al gol dopo 4 anni nella sfida di ritorno sempre contro il Pontedera segnando il primo dei due gol che consegneranno la vittoria proprio alla sua squadra.
Dopo essere rimasto svincolato al termine della stagione, il 27 ottobre 2016 firma con la Colligiana, militante in Serie D. Il 9 dicembre passa alla Fezzanese.

### Allenatore
Ritiratosi dopo la fine del campionato, conclusosi con la retrocessione della squadra ligure, il 2 agosto 2017 diventa il nuovo allenatore della formazione Under-17 della Carrarese. Dopo l'ottima stagione, conclusa con la qualificazione degli azzurrini ai play off nazionali, ottiene il 28 luglio 2018 la panchina della berretti giallo azzurra e la mantiene fino al 2021.
L’anno seguente è il vice di Massimo Maccarone al Ghiviborgo in Serie D. Nel 2023 lo segue al Piacenza.

## Statistiche

### Presenze e reti nei club
| Stagione          | Squadra           | Campionato        | Campionato | Campionato | Coppe nazionali | Coppe nazionali | Coppe nazionali | Coppe continentali | Coppe continentali | Coppe continentali | Altre coppe | Altre coppe | Altre coppe | Totale | Totale |
| Stagione          | Squadra           | Comp              | Pres       | Reti       | Comp            | Pres            | Reti            | Comp               | Pres               | Reti               | Comp        | Pres        | Reti        | Pres   | Reti   |
| ----------------- | ----------------- | ----------------- | ---------- | ---------- | --------------- | --------------- | --------------- | ------------------ | ------------------ | ------------------ | ----------- | ----------- | ----------- | ------ | ------ |
| 1999-2000         | Spezia            | C2                | 13         | 0          | CI-C            | 4               | 1               | -                  | -                  | -                  | -           | -           | -           | 17     | 1      |
| 2000-gen. 2001    | Fiorentina        | A                 | 0          | 0          | CI              | -               | -               | CU                 | -                  | -                  | -           | -           | -           | 0      | 0      |
| gen.-giu. 2001    | Spezia            | C1                | 2          | 0          | CI-C            | 0               | 0               | -                  | -                  | -                  | -           | -           | -           | 2      | 0      |
| 2001-2002         | Fiorentina        | A                 | 0          | 0          | CI              | 2               | 0               | CU                 | 1                  | 0                  | SI          | 0           | 0           | 3      | 0      |
| Totale Fiorentina | Totale Fiorentina | Totale Fiorentina | 0          | 0          |                 | 2               | 0               |                    | 1                  | 0                  |             | 0           | 0           | 3      | 0      |
| 2002-2003         | Spezia            | C1                | 12         | 0          | CI+CI-C         | 2+4             | 0+1             | -                  | -                  | -                  | -           | -           | -           | 18     | 1      |
| 2003-2004         | Spezia            | C1                | 24         | 0          | CI-C            | 6               | 2               | -                  | -                  | -                  | -           | -           | -           | 30     | 2      |
| Totale Spezia     | Totale Spezia     | Totale Spezia     | 41         | 0          |                 | 14              | 4               |                    | -                  | -                  |             | -           | -           | 55     | 4      |
| 2004-2005         | Cesena            | B                 | 31         | 0          | CI              | 1               | 0               | -                  | -                  | -                  | -           | -           | -           | 32     | 0      |
| 2005-2006         | Cesena            | B                 | 35         | 2          | CI              | 3               | 0               | -                  | -                  | -                  | -           | -           | -           | 38     | 2      |
| 2006-2007         | Cesena            | B                 | 14         | 1          | CI              | 2               | 0               | -                  | -                  | -                  | -           | -           | -           | 16     | 1      |
| Totale Cesena     | Totale Cesena     | Totale Cesena     | 80         | 3          |                 | 6               | 0               |                    | -                  | -                  |             | -           | -           | 86     | 3      |
| 2007-2008         | Siena             | A                 | 7          | 0          | CI              | 1               | 0               | -                  | -                  | -                  | -           | -           | -           | 8      | 0      |
| 2008-2009         | Siena             | A                 | 15         | 1          | CI              | 1               | 0               | -                  | -                  | -                  | -           | -           | -           | 16     | 1      |
| 2009-2010         | Siena             | A                 | 11         | 0          | CI              | 1               | 0               | -                  | -                  | -                  | -           | -           | -           | 12     | 0      |
| 2010-2011         | Siena             | B                 | 17         | 1          | CI              | 0               | 0               | -                  | -                  | -                  | -           | -           | -           | 17     | 1      |
| set. 2011-2012    | Empoli            | B                 | 23+2       | 1+0        | CI              | 0               | 0               | -                  | -                  | -                  | -           | -           | -           | 25     | 1      |
| feb.-giu. 2013    | Frosinone         | 1D                | 5          | 0          | CI+CI-LP        | -               | -               | -                  | -                  | -                  | -           | -           | -           | 5      | 0      |
| mar.-giu. 2014    | Virtus Lanciano   | B                 | 1          | 0          | CI              | -               | -               | -                  | -                  | -                  | -           | -           | -           | 1      | 0      |
| gen.-giu. 2015    | Savona            | LP                | 6+1        | 0+0        | CI+CI-LP        | -               | -               | -                  | -                  | -                  | -           | -           | -           | 7      | 0      |
| set. 2015-2016    | Siena             | LP                | 4          | 1          | CI-LP           | 5               | 0               | -                  | -                  | -                  | -           | -           | -           | 9      | 1      |
| Totale Siena      | Totale Siena      | Totale Siena      | 54         | 3          |                 | 8               | 0               |                    | -                  | -                  |             | -           | -           | 62     | 3      |
| Totale carriera   | Totale carriera   | Totale carriera   | 220+3      | 7+0        |                 | 34              | 4               |                    | 1                  | 0                  |             | 0           | 0           | 258    | 11     |

## Palmarès

### Club

#### Competizioni nazionali
- Serie C2: 1

Spezia: 1999-2000